# (4492) Дебюсси
(4492) Дебюсси (4492 Debussy) — астероид из главного пояса. Был открыт 17 сентября 1988 года бельгийским астрономом Эриком Эльстом в Обсерватории Верхнего Прованса и назван в честь французского композитора Клода Дебюсси.